# Professor Wille Vingmutter, mästerdetektiv
Professor Wille Vingmutter, mästerdetektiv är en självbiografi från 2018 av Leif GW Persson.

## Handling
Detta är berättelsen om mitt eget yrkesliv. Som jag minns det. Leif GW Persson.

## Karaktärer (i urval)
- Leif GW Persson